# Wapen van Sint Jansteen

Wapen van Sint Jansteen

Het wapen van Sint Jansteen werd op 31 juli 1817 bevestigd door de Hoge Raad van Adel aan de Zeeuwse gemeente Sint Jansteen. Per 1 april 1970 ging Sint Jansteen op in de gemeente Hulst. Het wapen van Sint Jansteen is daardoor definitief komen te vervallen als gemeentewapen.

## Blazoenering
De blazoenering van het wapen luidde als volgt:
In zilver een gebouw in natuurlijke kleur; een schildvoet van goud, beladen met een ketting, waaraan een steen hangt, alles van zwarte kleur.
De heraldische kleuren zijn zilver (wit), natuurlijke kleuren, goud (goud of geel) en sabel (zwart). In het register van de Hoge Raad van Adel zelf wordt geen beschrijving gegeven, maar een afbeelding.

## Verklaring
De afbeelding verwijst mogelijk naar het in 1170 vermelde kasteel (steen), de woning van de vrijheren van Sint Jan ter Steene.